# Lužany pri Topli
Lužany pri Topli (in ungherese Long) è un comune della Slovacchia facente parte del distretto di Svidník, nella regione di Prešov.